# آلفرد لازاریان
آلفرد لازاریان (به ارمنی: Ալֆրեդ Լազարյան) (زاده ۱۹۲۸ - درگذشته ۱۹۷۶)، اولین خواننده جاز فارسی، موسیقیدان، خواننده (سبک جاز) و مربی رقص ارمنی‌تبار اهل ایران بود.

## زندگی‌نامه
آلفرد لازاریان در یک خانواده ارمنی در ۱۹۲۸ میلادی (۱۳۰۷ خورشیدی) در تهران به دنیا آمد و در تهران به تحصیل پرداخت سپس به همراه خواهر خویش (لی‌لی لازاریان) جهت تحصیل راهی ایتالیا گشت و در «کالج موسیقی و هنر رم» به فراگیری موسیقی علمی و آموزش رقص‌های باله، سالسا و رقص والنتینو پرداخت. پس از دوران کالج به تهران بازگشت و به آموزش رقص و کارهای هنری موسیقی پرداخت.
وی در سال ۱۹۵۰ (۱۳۲۹) در کلوپ آیران که به ریاست پدرش آرموند لازاریان بود شروع به فعالیت نمود. در آن سال‌ها خوانندگانی بودند که در گوشه و کنار جاز می‌خواندند؛ ولی کار هیچ کدامشان کامل و جدی نبود؛ از این رو اولین آهنگ سبک جاز را آن زمان خواند ولی سبک جاز را به همراه ویگن خواننده معروف به ایران شناساندند.
در بسیاری از فیلم‌های قدیمی وی مربی رقص و کارگردان رقص بوده است. هنرپیشه‌هایی همچون گوگوش، فروزان، نادیا در بسیاری از فیلم‌ها توسط او تحت مربیگری رقص بوده‌اند. یکی از کارهای رقص تحت آموزش او در فیلم شب‌نشینی در جهنم که در آن زمان به نوع خودش کار نوین و جدیدی به حساب می‌آمد.

## جازیاجَزآهنگ ناشناخته
در دهه اول سی شمسی، دوک الینگتون ـ بزرگنام موسیقی جاز ـ قطعه‌ای به نام و افتخار اصفهان تنظیم کرد که برای مدتی روی بورس بود. اما اولین کسی که موسیقی جز را فارسی خواند آلفرد لازاریان بود؛ آن هم در دهه چهلم شمسی. آن موقع تک‌آهنگی که از لازاریان در رادیو پخش شد (ونوس) از خیلی‌ها دلبری کرد؛ اما مردم آن زمان از جاز لذت نمی‌بردند و آهنگ‌های کوچه بازاری را بیشتر می‌پسندیدند. همان موقع مطبوعات نوشتند آلفرد لازاریان به علت اشکال تراشی در کار و عدم استقبال از جاز بی‌خیال کار شده است. موسیقی جاز به دلیل سبک خاصی که در آن رقص و شادی ایرانی مردم قدیم رو نداشت در ابتدا مورد استقبال قرار نگرفت.

## درگذشت
- در سال ۱۹۷۶ میلادی (۱۳۵۵ خورشیدی) به دلیل سرطان حنجره در اسرائیل پس از جراحی‌های متعدد درگذشت.